# Российская открытая академия транспорта
Российская открытая академия транспорта Российского университета транспорта (РОАТ МИИТ) — структурное подразделение Российского университета транспорта. Была основана в 1951 году как Всесоюзный заочный институт инженеров железнодорожного транспорта. В 1995 году переименован в Российский государственный открытый технический университет путей сообщения. С 2009 года — в составе МИИТа.

## История
Всесоюзный заочный институт инженеров железнодорожного транспорта (ВЗИИТ) организован распоряжением Совета Министров СССР от 7 марта 1951 года. В послевоенные годы особенно ощущалась нехватка высококвалифицированных специалистов железнодорожного транспорта. Требовалась такая система высшего образования, которая могла бы максимально обеспечивать тесную связь обучения с производством. Таким центром и стал Всесоюзный заочный институт инженеров железнодорожного транспорта. В год открытия институт организовал три факультета, 13 кафедр и набрал на первый курс 1704 студента.
В 1995 году институт получил свой нынешний статус университета и сменил название на Российский государственный открытый технический университет путей сообщения (РГОТУПС).
ВЗИИТ имел большое количество УКП (учебно-консультационных пунктов), с изменением законодательства преобразованные в филиалы и представительства. Практически в каждом крупном железнодорожном узле европейской части СССР имелось подразделение ВЗИИТа. Появлялись новые УКП, часть УКП преобразовывались в самостоятельные ВУЗы или присоединялись к близлежащим институтам (в основном политехническим). на момент образования РГОТУПСа у ВУЗа имелось 25 филиалов и представительств.
с 14.11.2007 (в связи с долгим оформлением и согласованием различных документов фактически с 2009 года) вошёл в состав МИИТа. Теперь носит название Российская открытая академия транспорта Московского государственного университета путей сообщения (РОАТ МГУПС).

## Ректоры и Директора
- Бочаров, Николай Филиппович (1951—1953)
- Быков, Александр Петрович (1953—1958)
- Чумаченко, Гавриил Алексеевич (1958—1963)
- Робель, Роман Иванович (1963—1975)
- Захаров, Владимир Васильевич (1975—1985)
- Демченко, Анатолий Тимофеевич (1985—2007)
- Апатцев Владимир Иванович (2007—2020)
- Покусаев Олег Николаевич (2020—по н.в.)

## Факультеты

### Факультет транспортных сооружений и зданий
Специальности
- Строительство железных дорог, путей и путевое хозяйство
  - строительство магистральных железных дорог
  - управление техническим состоянием железнодорожного пути
- Мосты и транспортные тоннели
  - мосты тоннели и метрополитены
  - надежность и реконструкция искусственных сооружений
- Подъемно-транспортные, строительные, дорожные машины и оборудование
  - комплексная механизация и автоматизация погрузочно-разгрузочных и транспортно-складских работ
  - эксплуатация подъемно-транспортных машин и оборудования
  - погрузочно-разгрузочные и путевые машины
  - гидроприводы подъемно-транспортных, строительно-дорожных машин
- Строительство
  - Промышленное и гражданское строительство
  - Автомобильные дороги
  - Водоснабжение и водоотведение
- Промышленная теплоэнергетика
  - промышленные теплоэнергетические установки и системы теплоснабжения

### Факультет управления процессами перевозок
Специальности
- Организация перевозок и управление на транспорте (железнодорожный транспорт)
  - магистральный железнодорожный транспорт
  - сервис на транспорте
  - безопасность движения
- Автоматика, телемеханика и связь на железнодорожном транспорте
  - автоматика и телемеханика
  - системы передачи и распределения информации
  - радиотехнические системы
  - волоконно-оптические системы передачи и сети связи
- Вычислительные машины, комплексы, системы и сети
- Информационные системы и технологии
  - обслуживание информационных систем железнодорожного транспорта
- Инженерная защита окружающей среды
- Безопасность жизнедеятельности в техносфере

### Факультет транспортных средств
Специальности
- Локомотивы
  - управление технической эксплуатацией локомотивов
- Вагоны
  - менеджмент вагоноремонтного производства
- Электрический транспорт железных дорог
  - электровозы и электропоезда
- Электроснабжение железных дорог
  - электроснабжение железных дорог
  - компьютерные технологии в электроснабжении

### Экономический факультет
Специальности
- Экономика и управление на предприятии (железнодорожного транспорта)
  - экономика, организация и планирование на предприятии железнодорожного транспорта
- Прикладная информатика (в экономике)
- Экономическая безопасность
- Бухгалтерский учёт, анализ и аудит
- Финансы и кредит
- Национальная экономика
  - экономика и право
  - внешнеэкономическая деятельность
- Маркетинг
- Менеджмент организации
  - финансовый менеджмент
- управленческий и финансовый учёт
- Государственное и муниципальное управление
- Управление персоналом в организации